# 艾德·奥尼尔
爱德华·莱昂纳多·「艾德」·奥尼尔（1946年4月12日—）是一位美国男演员，因在福克斯电视网的情景喜剧《奉子成婚》中扮演阿尔·邦迪（Al Bundy）成名，并凭这一角色获得两次金球奖提名。从2009年起，奥尔尼在美国广播公司的情景剧《摩登家庭》中扮演杰伊·普里切特（Jay Pritchett）。此角色为奥尼尔赢得三次黄金时段艾美奖提名和三次美国演员工会奖。

## 早年生活
奥尼尔出生在俄亥俄州杨斯敦的一个爱尔兰裔天主教家庭。他的母亲露斯·安（Ruth Ann）是一位居家工人兼社会工作者。他的父亲爱德华·菲利普·奥尼尔（Edward Phillp O'Neill）是钢厂工人兼卡车司机。奥尼尔在本地的Ursuline High School毕业后获得橄榄球奖学金进入俄亥俄大学修历史。因为花费过多时间在体育和派对上，以及与教练不和，奥尼尔在读完大二后退学，随后转学到杨斯敦州立大学。1969年，奥尼尔签约匹兹堡钢人队，但在训练营时期被解约。

## 职业生涯
奥尼尔在与匹兹堡钢人队解约后重回杨斯敦州立大学，成为该校戏剧项目的第一批学生。他曾在马萨诸塞州剑桥市的美国剧目剧团的舞台剧人鼠之间表演Lennie一角。1985年，奥尼尔与Jeff Kinsland一起为Red Lobster拍摄了一则广告，并在The Equalizer中客串。1986年，奥尼尔参演了计划中的电视剧Popeye Doyle的试播集，饰演纽约警察局探员Jimmy Popeye Doyle。奥尼尔在此剧中的表演获得普遍好评，但这部剧并没有被任何电视台接受。1987年，奥尼尔在福克斯电视网的情景剧Married... with Children中扮演阿尔·邦迪。该剧从1987年4月5日开始播出，经历11季后于1997年6月9日完结。在Married... with Children获得成功后，奥尼尔参演了数部电影，包括The Bone Collector, Little Giants 和 Dutch。也在 Wayne's World 和 Wayne's World 2 和 The 10th Kingdom 中有少部分戏份。2008年，奥尼尔在巴拉克奥巴马的竞选广告中饰演卖鞋人阿尔。自2009年，奥尼尔在美国广播公司的情景剧摩登家庭中饰演杰伊·普里切特，并凭此角色在2011年，2012年和2013年三次获得黄金时段艾美奖提名。

## 作品列表

### 電影
| 年份 | 標題                             | 角色                        | 附註 |
| ---- | -------------------------------- | --------------------------- | ---- |
| 1980 | Cruising                         | 警探-Schreiber              |      |
| 1980 | 戰爭走狗                         | Terry                       |      |
| 1989 | Disorganized Crime               | 警探-George Denver          |      |
| 1989 | 衝鋒九號                         | 警長-Brannigan              |      |
| 1990 | The Adventures of Ford Fairlane  | 探長-Amos                   |      |
| 1990 | Sibling Rivalry                  | Wilbur Meany                |      |
| 1991 | Dutch                            | Dutch Dooley                |      |
| 1992 | 反斗智多星                       | Glen                        |      |
| 1993 | 反斗智多星2                      | Glen                        |      |
| 1994 | Blue Chips                       | Ed Axelby                   |      |
| 1994 | Little Giants                    | Kevin O'Shea                |      |
| 1997 | Prefontaine                      | Bill Dellinger              |      |
| 1997 | The Spanish Prisoner             | FBI Team Leader             |      |
| 1999 | 人骨拼圖                         | 警探-保利                   |      |
| 2000 | 內神外鬼                         | Dick Simmons                |      |
| 2001 | 無人之子                         | Norman Pinkney              |      |
| 2004 | Spartan                          | Burch                       |      |
| 2005 | Steel Valley                     | Congressman Cardone         |      |
| 2008 | 格鬥風雲                         | Hollywood Producer          |      |
| 2010 | Lost Masterpieces of Pornography | Chief Justice Renato Corona |      |
| 2012 | 無敵破壞王                       | 立瓦先生                    | 配音 |
| 2016 | 海底總動員2：多莉去哪兒？        | 七條郎（Hank），章魚        | 配音 |
| 2018 | 無敵破壞王2：網路大暴走          | 立瓦先生                    | 配音 |
| 2020 | 最後一更                         | Dale                        |      |

## 奖项与提名
| 年份 | 奖项                      | 类别                           | 作品     | 结果 |
| ---- | ------------------------- | ------------------------------ | -------- | ---- |
| 1992 | 金球奖（第50届）          | 电视剧最佳男演员 – 喜剧/音乐剧 | 奉子成婚 | 提名 |
| 1993 | 金球奖（第51届）          | 电视剧最佳男演员 – 喜剧/音乐剧 | 奉子成婚 | 提名 |
| 2009 | TV Land Award             | 创新奖                         | 奉子成婚 | 獲獎 |
| 2010 | 美國演員工會獎 （第17届） | 喜剧类最佳表演                 | 摩登家庭 | 提名 |
| 2011 | 美國演員工會獎（第18届）  | 喜剧类最佳表演                 | 摩登家庭 | 提名 |
| 2011 | 蒙特卡罗电视节金女神奖    | 喜剧类最佳男演员               | 摩登家庭 | 提名 |
| 2011 | 评论家选择电视奖          | 喜剧类最佳配角                 | 摩登家庭 | 提名 |
| 2011 | 黄金时段艾美奖（第63届）  | 喜剧类最佳配角                 | 摩登家庭 | 提名 |
| 2012 | 美國演員工會獎（第19届）  | 喜剧类最佳表演                 | 摩登家庭 | 提名 |
| 2012 | 黄金时段艾美奖（第64届）  | 喜剧类最佳配角                 | 摩登家庭 | 提名 |
| 2013 | 美國演員工會獎（第20届）  | 喜剧类最佳表演                 | 摩登家庭 | 提名 |
| 2013 | 黄金时段艾美奖（第65届）  | 喜剧类最佳配角                 | 摩登家庭 | 提名 |
| 2014 | 美國演員工會獎（第21届）  | 喜剧类最佳表演                 | 摩登家庭 | 提名 |

## 私人生活
1986年，奥尼尔与女演员凯瑟琳·罗素福（Catherine Rusoff）结婚。凯瑟琳·罗素福曾在Married... with Children两集中客串。1989年，两人分居，但在1993年又复合。两人育有两女，分别为出生于1996年的克莱尔和出生于1999年的索菲娅。奥尼尔与凯瑟琳夫妇现居洛杉矶。在朋友的介绍下，奥尼尔开始在罗里昂·格拉谢（Rorion Gracie）的指导下学习巴西柔术。2007年12月，奥尼尔获得黑带。